# Purple Haze
„Purple Haze“ е песен записана през 1967 от The Jimi Hendrix Experience и издадена като сингъл в Великобритания и САЩ. „Purple Haze“ е смятана за една от най-великите песни на Джими Хендрикс и е първият му международен хит. Песента става вторият му сингъл, след като мениджърът на групата Чаз Чандлър чува Хендрикс да свири главния риф зад кулисите.
Сингълът се изкачва до 3-та позиция на британските класации, но в САЩ достига само до 65-а позиция, след като е включена в американското издание на албума Are You Experienced?. През март 2005 г. списание Q нарежда „Purple Haze“ на първо място в класацията на „100 Най-велики китарни парчета“. Списание Rolling Stone нарежда песента на 17-а позиция в класацията „500 Най-велики песни на всички времена“.

## Запис
Хендрикс твърди, че е бил вдъхновен за песента от един сън, в който ходейки под вода се загубил в пурпурна мъгла и бил спасен от вярата си в Иисус. Работното заглавие на песента е било „Purple Haze, Jesus Saves“ (Пурпурна мъгла, Иисус спасява), но в крайна сметка Чаз Чандлър и Майкъл Джефри решават заглавието да бъде само „Purple Haze“. Текстът е написан на Коледа през 1966 година на една салфетка.
Въпреки че Хендрикс отрича каквато и да била връзка с наркотици, мнозина свързват песента с друсане поради текста и виковете на Хендрикс в края на песента.
„Purple Haze“ се превръща в най-енергичната песен в изпълненията му на живо, но популярността на песента дразни Хендрикс в следващите години, защото публиката предпочита старите му хитове.